# قحف عصبي
القِـحْف العصبي (بالإنجليزية: neurocranium)‏أو يطلق عليه القحف، وهو الجزء الخلفي والعلوي من الجمجمة والذي يحوي الدماغ.
يمكن تقسيم الجمجمة البشرية إلى جزئين: القحف العصبي والذي يكوِّن محفظة حامية تحيط بالمخ، والهيكل الوجهي الذي يشكل هيكل الوجه.
يشمل القحف العصبي قلنسوة الجمجمة أو القبة.

## التركيب
ينقسم القحف العصبي إلى جزئين:
- الجزء الغشائي، يتكون من عظام مسطحة، تلك التي تحيط بالدماغ، و
- الجزء الغضروفي أو القحف الغضروفي، الذي يشكل عظام قاعدة الجمجمة.[5]

في البشر، يتكون القحف العصبي من العظام الثمانية الآتية:
- عظمة غربالية
- عظمة جبهية[6]
- عظمة قذالية
- عظمتان جداريتان
- عظمة وتدية
- عظمتان صدغيتان

العظيمات (ثلاثة في كل ناحية) لا يتم تضمينها كعظام من القحف العصبي.
يختلف حجم القحف العصبي بين الثدييات، وقد يوجد على السطح نتوءات مثل العُرف الصدغي.

## معرض صور

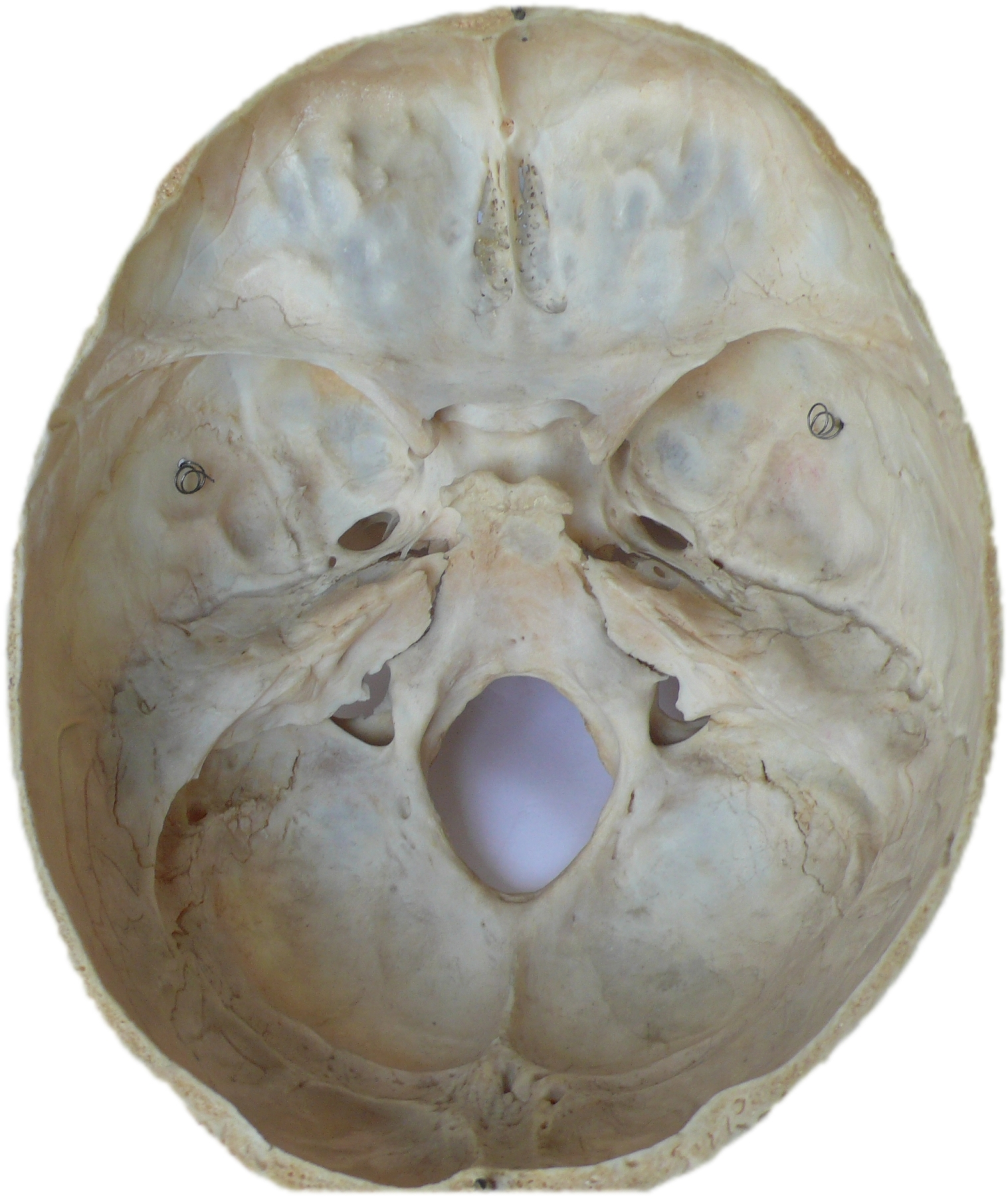
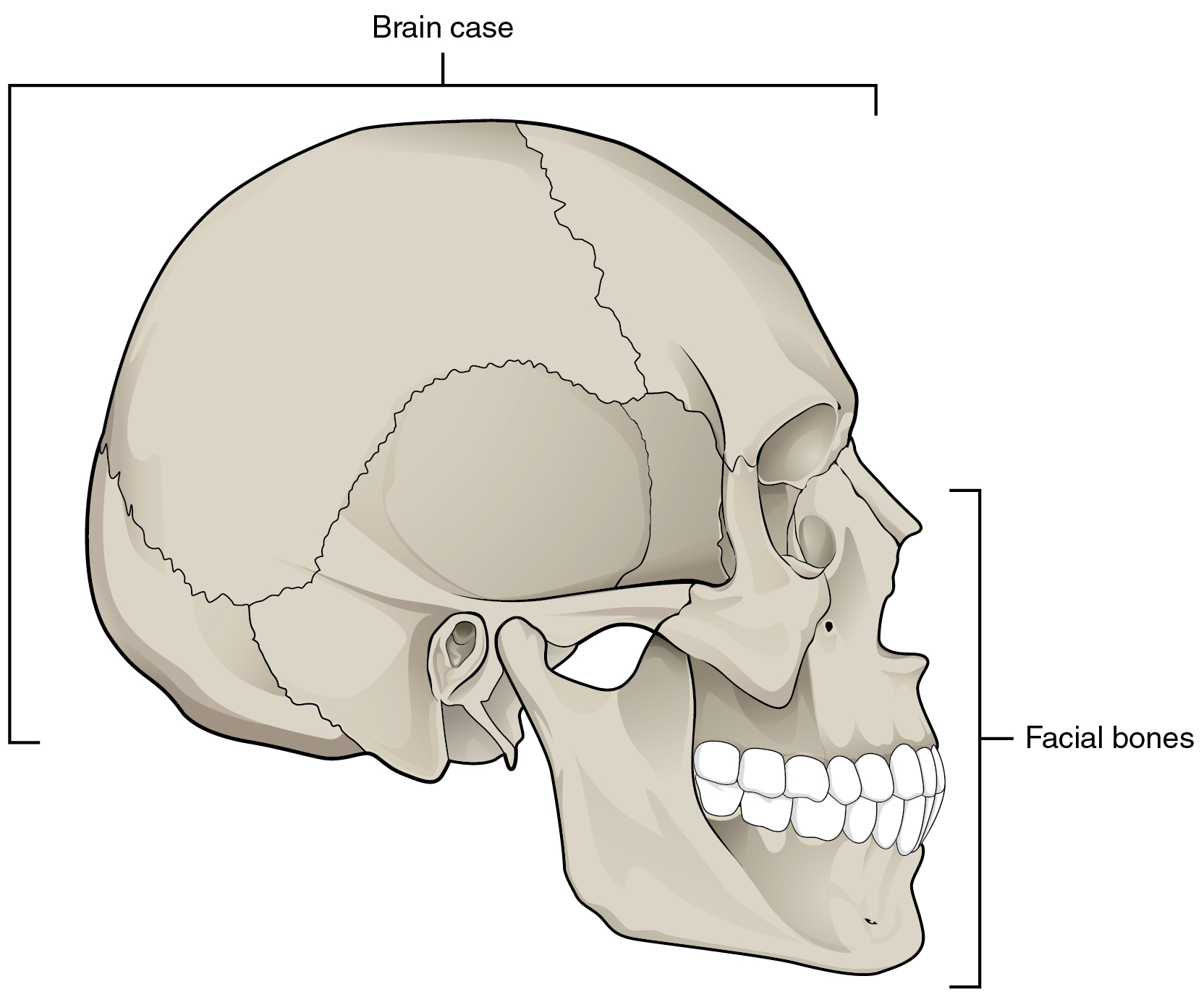